# Wstań i walcz (album)
Wstań i walcz – siódmy album zespołu Top One wydany przez wytwórnię J&J Studio w 1993 roku. Album zawiera 11 piosenek.

## Lista utworów
1. „Śpiewam i gram” (muz. Paweł Kucharski, sł. Jan Krynicz)
2. „Płonące sny” (muz. Maciej Jamroz, sł. Jan Krynicz)
3. „Wstań i walcz” (muz. Dariusz Zwierzchowski, sł. Jan Krynicz)
4. „Oddaj serce” (muz. Dariusz Królak, sł. Jan Krynicz)
5. „Inna krew” (muz. Paweł Kucharski, sł. Jan Krynicz)
6. „Central Park” (muz. Maciej Jamroz, sł. Jan Krynicz)
7. „Hey Holiday” (muz. Dariusz Zwierzchowski, sł. Jan Krynicz)
8. „Ten stary film” (muz. Paweł Kucharski, sł. Jan Krynicz)
9. „Gdy mi źle” (muz. Paweł Kucharski, sł. Jan Krynicz)
10. „Rabbit Dance” (muz. Dariusz Królak)
11. „Wstań i walcz mix” (mix: Rafał Paczkowski)

- Nagrań dokonano w Studio WFF w Łodzi, oraz Studio S-4 w Warszawie

## Twórcy
- Paweł Kucharski – vocal
- Dariusz Królak – instrumenty klawiszowe
- Dariusz Zwierzchowski – instrumenty klawiszowe
- Maciej Jamroz – perkusja, producent, menadżer
- Kasia Lesing – vocal (gościnnie)
- Rafał Bielski – próbki (Amiga 4000)
- Rafał Paczkowski – realizacja nagrań